# Knorringite
La knorringite (simbolo IMA:Krr) è un minerale molto raro del supergruppo del granato, oltre che del gruppo del granato, con la composizione chimica Mg3Cr3+2(SiO4)3. Strutturalmente appartiene ai nesosilicati.

## Etimologia e storia
Nel 1864, un minuscolo granato verde fu trovato vicino al monastero buddista Drukpa nel XVII secolo nella valle di Hanle nel territorio dell'Unione indiana del Ladakh e descritto da F. R. Mallet come insolitamente ricco di cromo. Il materiale andò perduto, il sito era inaccessibile e nel 1952 Lewis Leigh Fermor assegnò sperimentalmente il nome hanleite a un equivalente del magnesio dell'uvarovite sulla base delle analisi respinte da Mallet.
Negli anni '60, G.G.K. Sastri, allora direttore delle miniere dello Stato del Gujarat (India), entrò in possesso di alcuni altrettanto piccoli cristalli rombododecaedrici di colore verde smeraldo, ai quali era stata attribuita l'origine "vicino al monastero di Hanle". È stato in grado di dimostrare che si tratta di uvarovite quasi pura.
I piropi contenenti cromo, dal rosa al viola, sono noti dalle kimberliti sudafricane fin dall'inizio del XX secolo. A causa della loro origine nel mantello superiore, la fonte dei magmi di kimberlite contenenti diamanti, sono stati studiati intensamente. Il gruppo inglese guidato da Peter H. Nixon, Oleg von Knorring (1915-1994) e Joan M. Rooke dell'Università di Leeds notò un granato blu-verde particolarmente ricco di cromo nei concentrati di minerali pesanti di kimberlite, che mostrava un'alta percentuale della composizione "hanleite" introdotta da Fermor nel 1952. Fu solo 5 anni dopo che Nixon e Hornung riuscirono a utilizzare la microanalisi a fascio di elettroni per effettuare un'analisi chimica precisa dei minuscoli frammenti di cristallo e per descrivere come un nuovo minerale il composto Mg3Cr3+2Si3O12. Gli hanno dato il nome del loro collega Knorring, che fu coinvolto nell'esame iniziale dei campioni.

## Classificazione
Secondo la classificazione strutturale dell'Associazione Mineralogica Internazionale (IMA), la knorringite appartiene al supergruppo del granato, dove è classificata insieme ad almandino, andradite, calderite, eringaite, goldmanite, grossularia, morimotoite, majorite, menzerite-(Y), momoiite, piropo, rubinite, spessartina e uvarovite. Forma il gruppo del granato con 12 cariche positive sulla posizione reticolare coordinata tetraedrica.
L'obsoleta, ma ancora in uso, 8ª edizione della sistematica minerale secondo Strunz elenca la knorringite insieme ad almandino, andradite, calderite, goldmanite, grossularia, henritermierite, hibschite, holtstamite, hydrougrandite (un minerale non più riconosciuto dall'IMA), katoite, morimotoite, majorite, piropo, schorlomite, spessartina, uvarovite, wadalite e yamatoite (anch'essa non più riconosciuta dall'IMA perché identica alla momoiite) nel "gruppo del granato" con il sistema nº VIII/A.08 all'interno della sezione "nesosilicati".
La 9ª edizione della sistematica minerale di Strunz, in vigore dal 2001, include anche la knorringite nel "gruppo del granato" con il sistema nº 9.AD.25 all'interno della sottoclasse dei "9.A Nesosilicati"; questa è ulteriormente suddivisa in base all'eventuale presenza di altri anioni e alla coordinazione dei cationi coinvolti, in modo che il minerale sia classificato nella suddivisione "9.AD Nesosilicati senza anioni aggiuntivi; cationi in coordinazione [6] e/o maggiore" insieme a bitikleite, dzhuluite, usturite, elbrusite, eltyubyuite, eringaite, goldmanite, grossularia, holtstamite, irinarassite, katoite, kimzeyite, majorite, menzerite-(Y). morimotoite, spessartina, uvarovite, wadalite, almandino, andradite, calderite, piropo, schorlomite, toturite, hibschite e henritermierite.
Anche la classificazione dei minerali secondo Dana, utilizzata principalmente nel mondo anglosassone, classifica la knorringite nella categoria dei "minerali nesosilicati". Qui si trova insieme a piropo, almandino, spessartina, majorite e calderite nel "gruppo del granato (serie della pyralspite)" con il sistema nº 51.04.03a all'interno della suddivisione "nesosilicati: gruppi SiO4 solo con cationi in coordinazione [6] e >[6]".

## Chimica
La knorringite con composizione [X]Mg3 [Y]Cr3+2 [Z]Si3O12 è l'analogo del cromo del piropo ([X]Mg3 [Y]Al2 [Z]Si3O12) e l'analogo del magnesio dell'uvarovite ([X]Ca3 [Y]Cr3+2 [Z]Si3O12) con cui forma cristalli misti secondo le reazioni di scambio:
- {\displaystyle {\ce {^{[Y]}Cr^{3+}=\,^{[Y]}Al^{3+}\,\,\,\,\,}}} (piropo)
- {\displaystyle {\ce {^{[X]}Mg^{2+}=\,^{[X]}Ca^{2+}\,\,\,\,\,}}} (uvarovite).

La seguente composizione empirica è data per la knorringite della località tipo:
- {\displaystyle \mathrm {^{[X]}(Mg_{1,91}Ca_{0,66}Fe_{0,41}^{2+}Mn_{0,04})\,^{[Y]}(Cr_{1,04}^{3+}Al_{0,86}Fe_{0,07}^{3+}Ti_{0,005}^{4+})\,^{[Z]}Si_{3,01}O_{12}} }

dove {\displaystyle {\ce {[X], [Y]}}} e {\displaystyle {\ce {[Z]}}} indicano le posizioni nella struttura del granato.
Il contenuto di ferro può essere interpretato come contenuto di almandino, a seconda della reazione:
- {\displaystyle {\ce {^{[Z]}Mg^{2+}\,+\, ^{[Y]}Cr^{3+}=\, ^{[Z]}Fe^{2+}\,+\, ^{[Y]}Al^{3+}}}}

Il contenuto di cromo dei cristalli misti piropo-knorringite aumenta con l'aumentare della pressione. Da pressioni di circa 10GPa, il contenuto di cromo e alluminio inizia a diminuire, a favore di una formazione cristallina mista con majorite secondo la reazione di scambio:
- {\displaystyle {\ce {2\,^{[Y]}Cr^{3+}=\, ^{[Y]}Mg^{2+}\,+\, ^{[Y]}Si^{4+}}}}

La combinazione di queste due tendenze sta a significare che la knorringite pura non si trova nelle rocce del mantello. A pressioni più basse predomina il contenuto di piropo nei granati; ad alta pressione le composizioni diventano sempre più ricche di majorite.

## Abito cristallino
La knorringite cristallizza nel sistema cubico nel gruppo spaziale Ia3d (gruppo nº 230) con 8 unità di formula per cella unitaria. Il cristallo misto naturale della località tipo ha il parametro reticolare a = 11,659 Å. Per la knorringite sintetica con 5 mol% di majorite, è stato misurato a = 11,5935 Å.
La struttura è quella del granato. Il magnesio (Mg2+) occupa le posizioni {\displaystyle {\ce {X}}}, che sono dodecaedriche circondate da 8 ioni ossigeno, il cromo (Cr3+) ottaedrico, la posizione {\displaystyle {\ce {Y}}}, che è ottaedrica circondata da 6 ioni ossigeno, e la posizione {\displaystyle {\ce {Z}}}, che è tetraedrica circondata da 4 ioni ossigeno, è occupata esclusivamente dal silicio (Si4+).

## Proprietà

### Colore
I piropi contenenti cromo mostrano un colore dal rosa pallido al violaceo, che cambia in verde scuro con un contenuto di knorringite compreso tra il 40 e il 70 mol-%. Entrambi i colori sono causati dal Cr3+ sulla posizione dell'ottaedro della struttura del granato. Le indagini spettroscopiche hanno mostrato che l'ambiente locale di Cr3+ in questa posizione nella serie di cristalli misti piropo - knorringite non cambia quasi mai. Ciò che cambia è il carattere legante dei legami cromo-ossigeno. La parte covalente dei legami diminuisce con l'aumentare del contenuto di cromo, senza alcuna variazione significativa delle lunghezze. Il cambiamento di colore è attribuito a questa influenza dell'occupazione delle posizioni ottaedriche adiacenti sul carattere dei legami cromo-ossigeno.
Un cambiamento di colore simile potrebbe essere osservato quando l'occupazione della posizione {\displaystyle {\ce {X}}} dodecaedrica è stata modificata. A parità di contenuto di cromo, il colore cambia dal rosa al grigio al verde quando il contenuto di calcio della posizione {\displaystyle {\ce {X}}} dodecaedrica aumenta nei cristalli misti con uvarovite/grossularia.
Cambiamenti di colore comparabili sono stati osservati anche in altre serie di cristalli misti con membri terminali di Cr3+. Nel gruppo degli spinelli, ad esempio, il colore dei cristalli misti spinello-magnesiocromite e gahnite-zincocromite cambia dal rosato al verde scuro con l'aumentare del contenuto di cromo.
Più noti sono i cristalli misti corindone-eskolaite. Anche in questa serie il colore cambia dal rosso (rubino) al verde (escolaite) con l'aumentare del contenuto di cromo.

## Origine e giacitura
I granati ricchi di knorringite si formano nelle condizioni del mantello superiore della Terra. Al di sotto di 1600 °C/~7 GPa e 1000 °C/14,5 GPa, la knorringite-majorite si degrada in enstatite (MgSiO3) ed ekcolaite (Cr2O3). Con l'aumentare del contenuto di alluminio, il campo di stabilità del granato aumenta a pressioni inferiori fino a ≈2GPa. I prodotti di degradazione delle knorringiti piropiche sono l'enstatite, lo spinello contenente cromo e la coesite. I pochi reperti provengono da kimberliti e inclusioni in diamanti, nonché da alcuni meteoriti. La località tipo è la "Kao Kimberlit Pipe" nel distretto di Butha-Buthe, nel Lesotho.
Ci sono solo pochi siti confermati per la knorringite in tutto il mondo. I piropi contenenti cromo, d'altra parte, si trovano in molte kimberliti e nelle inclusioni nei diamanti provenienti da giacimenti di tutto il mondo.

### Inclusioni di kimberlite e diamanti
Le prime segnalazioni di piropi ricchi di cromo provengono dal Sudafrica. Lì, il granato ricco di knorringite si trova negli xenoliti ultrabasici nelle kimberliti. Nella sua località tipo, il "Kao Kimberlite Pipe" nel distretto di Butha-Buthe, in Lesotho, la knorringite è stata trovata solo in concentrati di minerali pesanti, che non indicano direttamente la sua paragenesi. Si ritiene che la knorringite trovata lì provenga da noduli di roccia del mantello, dove si trova insieme a olivina, enstatite, cromodiopside e spinello ricco di cromo.
Un'inclusione di knorringite contenente circa il 66% in moli di knorringite è stata trovata in un diamante proveniente dalla miniera Akwatia sul fiume Birim in Ghana, Africa.

### Nei meteoriti
Nell'urelite L88774 dell'Antartide, è stato descritto un cristallo misto knorringgite-uvarovite con il 65-70% mol% di knorringite. La knorringite si trova con un vetro ricco di silice (SiO2) tra la cromite e l'olivina e si è formata durante la reazione di un fuso ricco di cromo con olivina a ≈ 4-4,5 GPa e temperature superiori a 2000 °C, presumibilmente per metamorfismo da impatto nella collisione di asteroidi nello spazio.
Sikirdji e Warren descrivono un evento simile da un'ureilite dell'Africa nord-occidentale (NWA 766). Al contatto dell'olivina con il vetro ricco di SiO2, hanno osservato granati ricchi di uvarovite e knorringite, con il contenuto di knorringite che aumentava verso il vetro. Anche qui si sospetta la formazione di knorringite per metamorfismo da impatto.

## Forma in cui si presenta in natura
La knorringite forma cristalli da rosati a blu-verdi con lucentezza vitrea, che raramente crescono più grandi di 1-2 mm.